# 永援圣母圣殿 (巴黎)

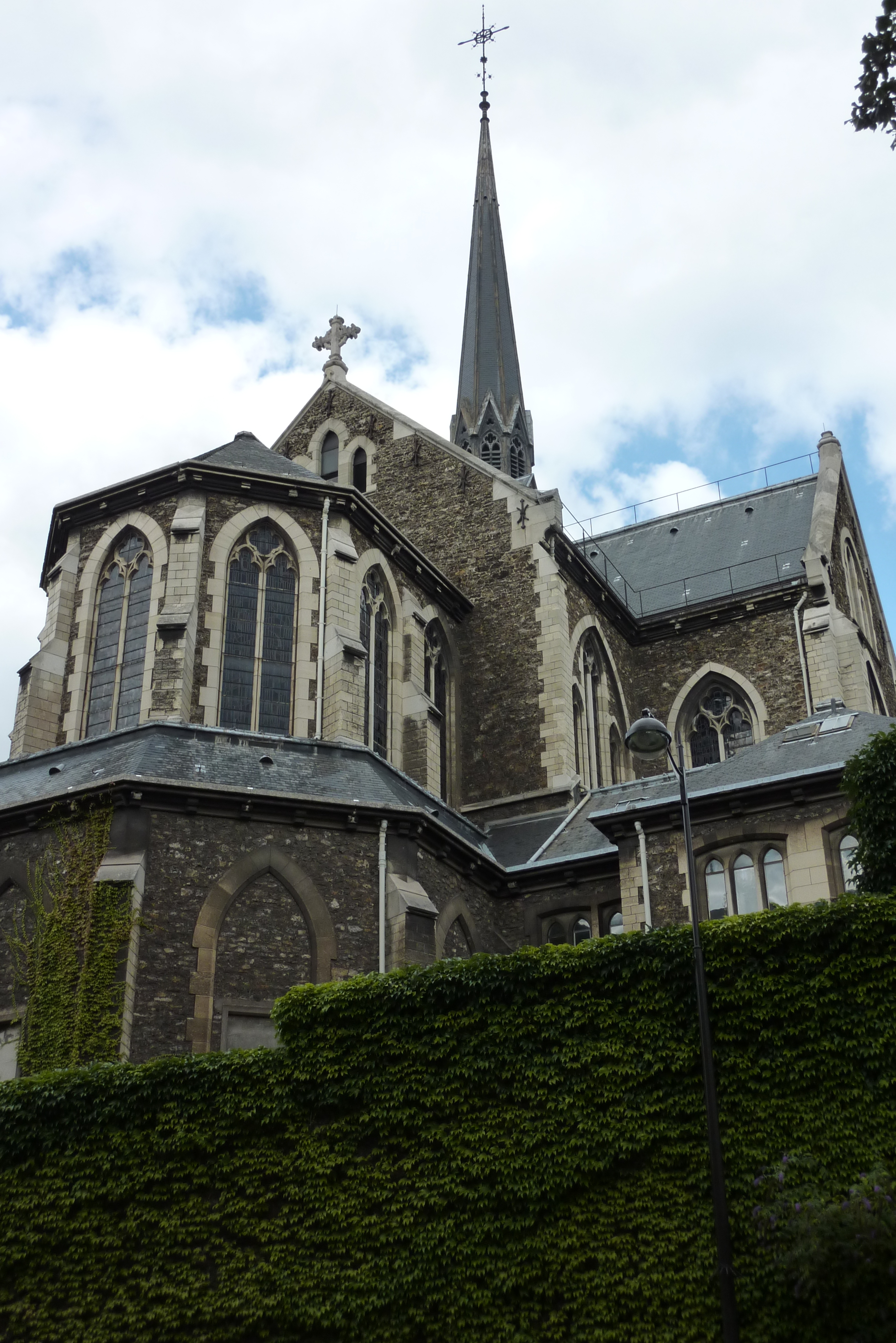

永援圣母圣殿（法語：Basilique Notre-Dame-du-Perpétuel-Secours）位于巴黎十一区的梅尼蒙大道55号，是一座新哥特式建筑，由杰拉德兄弟（Frère Gérard）的贖世主會创建于1898年。在1960年它成为教区教堂。1966年由教宗保禄六世晋升为乙级宗座圣殿，隶属于罗马的圣母大殿。